# The Kinks' Greatest Hits
The Kinks' Greatest Hits is een verzamelalbum van de Britse rockband The Kinks uit 1966 voor de Amerikaanse markt.

## Tracks
- You Really Got Me
- Tired of Waiting for You
- Set Me Free
- Something Better Beginning
- Who'll Be the Next in Line
- Till the End of the Day
- Dedicated Follower of Fashion
- A Well Respected Man
- Ev'rybody's Gonna Be Happy
- All Day and All of the Night

Opname: juli 1964 t/m februari 1966.
Mick Avory · Dave Davies · Ray Davies

John Dalton · Gordon Edwards · Ian Gibbons · John Gosling · Bob Henrit · Andy Pyle · Pete Quaife · Jim Rodford